# 博文鱂
博文鱂為輻鰭魚綱鯉齒目鯉齒亞目鯉齒鱂科的其中一種，被IUCN列為極危保育類動物，分布於美國德克薩斯州Leon溪流域，體長可達5.3公分，棲息在溪流、沼澤，屬雜食性，以藻類、橈腳類等為食，可作為觀賞魚。

## 擴展閱讀
維基物種上的相關：博文鱂